# Opua atherinoides
Opua atherinoides és una espècie de peix de la família dels gòbids i de l'ordre dels perciformes.

## Hàbitat
És un peix marí, de clima tropical i associat als esculls de corall.

## Distribució geogràfica
Es troba a Moçambic, Papua Nova Guinea, Palau, les Seychelles i Japó (incloent-hi les Illes Ryukyu).

## Observacions
És inofensiu per als humans.